# Rich Little
Pour les articles homonymes, voir Little.
Rich Little est un acteur, imitateur, scénariste et producteur canadien né le 26 novembre 1938 à Ottawa (Canada).

## Filmographie

### comme Acteur
- 1964 : This Hour Has Seven Days (série télévisée)
- 1965 : Sink Pink : The Pink Panther (voix)
- 1965 : Pink Ice : The Pink Panther (voix)
- 1966 : Love on a Rooftop (série télévisée) : Stan Parker
- 1968 : Your All-American College Show (série télévisée)
- 1969 : The John Davidson Show (série télévisée)
- 1969 : Pioneer Spirit (TV)
- 1969 : La Panthère rose ("The Pink Panther Show") (série télévisée) : Voices
- 1970 : The Phynx (en) : Voice in the box
- 1971 : Daisy Town (voix)
- 1972 : The other side of the wind : Otterlake
- 1972 : The ABC Comedy Hour (série télévisée) : Regular Performer
- 1972 : Another Nice Mess : Richard Nixon
- 1972 : The Julie Andrews Hour (série télévisée)
- 1976 : The Rich Little Show (série télévisée)
- 1978 : Christmas Carol (TV) : W.C. Fields as Scrooge / Paul Lynde as Bob Cratchit / Humphrey Bogart as the Ghost of Christmas Past / Peter Falk as the Ghost of Christmas Present / Peter Sellers as the Ghost of Christmas Yet-To-Come / Richard Nixon as Jacob Marley / Truman Capote as Tiny Tim / Groucho Marx as Fezziwig / Edith Bunker as Mrs. Cratchit / Johnny Carson as Nephew Fred / Jimmy Stewart as Scrooge's boss / John Wayne as businessman / George Burns as businessman / Jack Benny as boy outside window / Dean Martin
- 1980 : The Christmas Raccoons (TV) : Narrator (voix)
- 1981 : The New You Asked for It (série télévisée) : Host
- 1981 : The Raccoons on Ice (TV) : Narrator (voix)
- 1981 : Accroche-toi, j'arrive (Dirty Tricks) : Robert Brennan
- 1982 : Robin Hood (TV) : Robin Hood as Groucho Marx / Prince John as Humphrey Bogart / Little John as John Wayne / Maid Marion as Carol Channing / Sheriffs of Nottingham as Laurel & Hardy / Alan-a-Dale as George Burns / Other various
- 1982 : À la recherche de la panthère rose (Trail of the Pink Panther) : Sir Charles Litton (voix)
- 1983 : The Raccoons and the Lost Star (TV) : Narrator (voix)
- 1983 : L'Héritier de la panthère rose (Curse of the Pink Panther) : Voice of Sir Charles Litton (voix)
- 1985 : Better Off Dead... : Additional Voices (voix)
- 1986 : One Crazy Summer : Radio Contest DJ
- 1987 : Happy Hour : Mr. X
- 1988 : Rich Little: One's a Crowd (vidéo) : Multiple Characters
- 1989 : Rodney Dangerfield: Opening Night at Rodney's Place (TV) : Johnny Carson
- 1990 : MacGyver (saison 6, épisode 7 "Le testament de Harry") : Biff Arnold
- 1991 : Christmas at the Movies (TV) : Narrator / Host (voix)
- 1992 : Bébé's Kids (en) : President Nixon (voix)
- 1996 : Changement de décors (The Late Shift) (TV) : Johnny Carson
- 2000 : The Brainiacs.com (en) de Blair Treu (en) : The Judge

### comme Scénariste
- 1982 : Robin Hood (TV)
- 1988 : Rich Little: One's a Crowd (vidéo)

### comme Producteur
- 1988 : Rich Little: One's a Crowd (vidéo)

## Anecdotes
Le pavillon des soins intensifs de l'hôpital civique d'Ottawa a été nommé en son honneur à la suite d'un don fait par lui.